# کمیته‌های کنگره ایالات متحده آمریکا

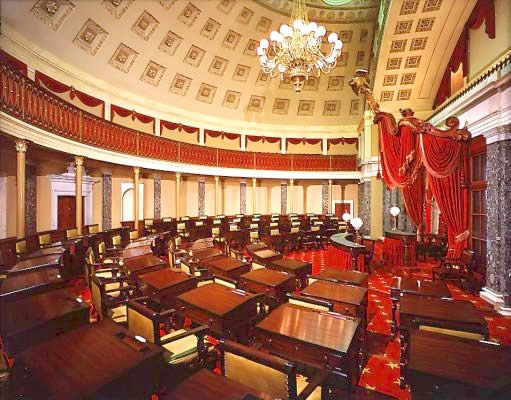

کنگره ایالات متحده آمریکا از دو مجلس مجلس نمایندگان ایالات متحده آمریکا و مجلس سنای ایالات متحده آمریکا تشکیل می‌شود. هر مجلس نیز تعدادی کمیته اصلی و فرعی وجود دارد .

## کمیته‌های اصلی

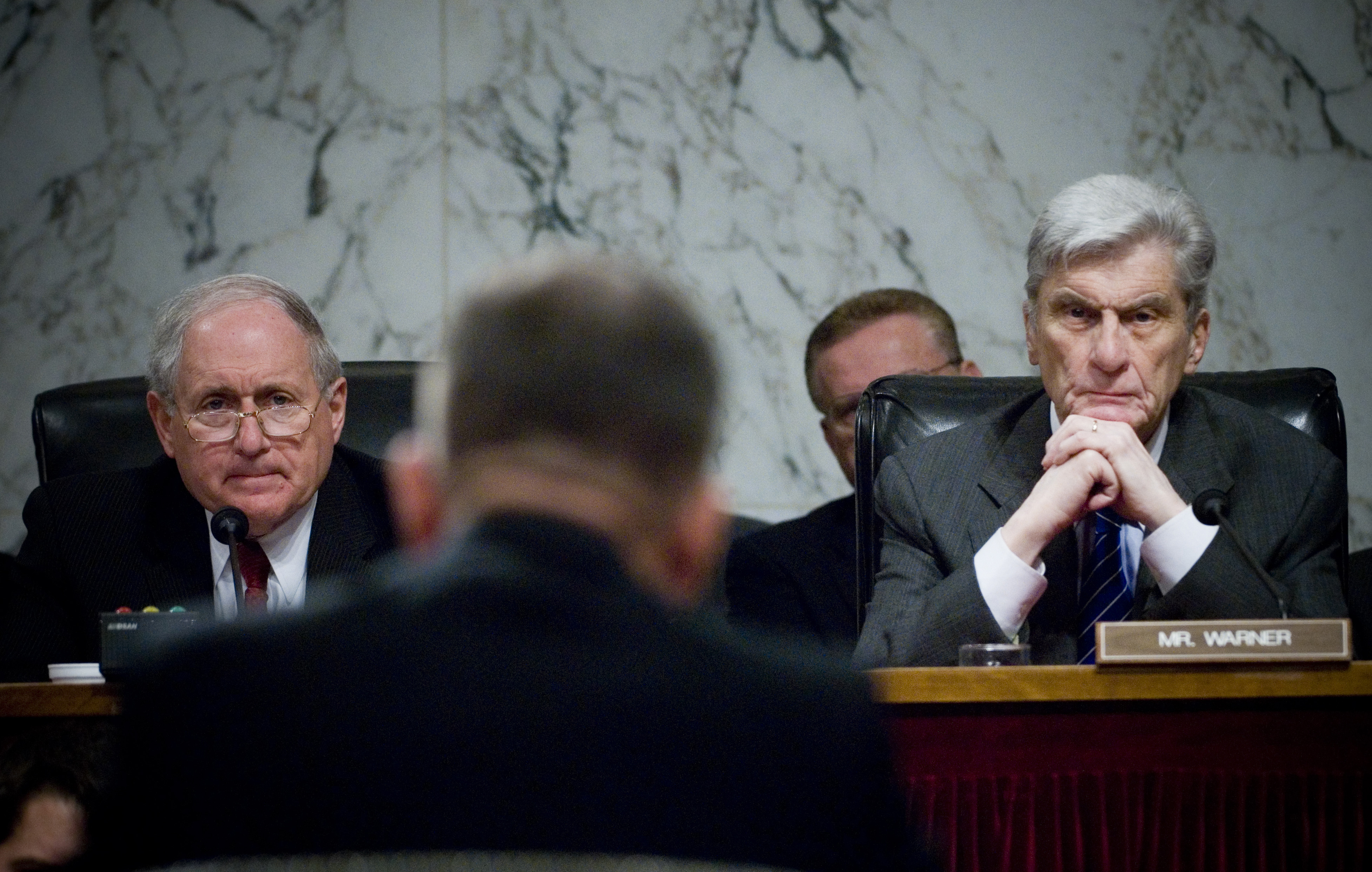
یکی از کمیته‌های کنگره در حال کار

مجلس نمایندگان دارای ۱۹ کمیته اصلی و سنا دارای ۱۶ کمیته اصلی است . تقریباً کلیه طرح‌ها و لوایح قانونی پیش دربررسی در صحن مجالس نمایندگان و سنا بر حسب موضوع به کمیته‌های اصلی ارجاع می‌شوند و سپس برای تصویب نهایی دراختیار کل نمایندگان قرار می‌گیرند.به همین دلیل کمیته‌های اصلی از اهمیت شایان توجهی در روند قانونگذاری برخوردار هستند. درابتدای هر دوره کنگره، حزب اکثریت، ریاست هریک از کمیته‌ها را برعهده می‌گیرد و مقام دوم کمیته به حزب اقلیت واگذار می‌شود . روسای کمیته‌ها نقش مهمی در تعیین دستور کار جلسات و مدت زمان بحث یا خارج کردن یک لایحه قانونی از مذاکرات برعهده دارند.
بعضی از این کمیته به نسبت دیگر کمیته‌ها از اهمیت بیشتری برخوردار هستند و تعیین ریاست آنان به عنوان یک پیروزی یا شکست بزرگ برای احزاب تلقی می‌شود. کمیته تخصیص بودجه ویا کمیته راهها وروش‌ها در مجلس نمایندگان و کمیته روابط خارجی درسنا ازاین جمله هستند.

## کمیته‌های فرعی
هر کمیته اصلی شامل چند کمیته فرعی است و اعضاء کمیته اصلی در چند یا تمامی کمیته‌های فرعی عضویت دارند. گاهی بدلیل تخصصی بودن بحث‌ها در کمیته‌های اصلی بر سر لوایح قانونی، کمیته ها، موضوع را به کمیته‌های فرعی ارجاع می‌دهند. تعداد کمیته‌های فرعی عمدتاً در کنگره‌های مختلف متفاوت است و بعضاًُ بیش از ۱۵۰کمیته فرعی در مجلس نمایندگان و سنا تشکیل می‌شود.

## کمیته‌های مشترک
کمیته‌های مشترک به آن دسته از کمیته‌ها گفته می‌شود که زیرنظر هر دو مجلس نمایندگان وسنا قرار دارند واعضاء آنان نیز توسط هر دو مجلس انتخاب می‌شوند.

## کمیته‌های کنفرانس
هنگامی که بر سر تصویب یک لایحه قانونی میان مجالس نمایندگان و سنا اختلاف نظر بروز می‌کند ، ” کمیته کنفرانس ” تشکیل می‌شود که اعضاء آن را نمایندگان ارشد هر دو مجلس تشکیل می‌دهد.